# Felix Schlesinger

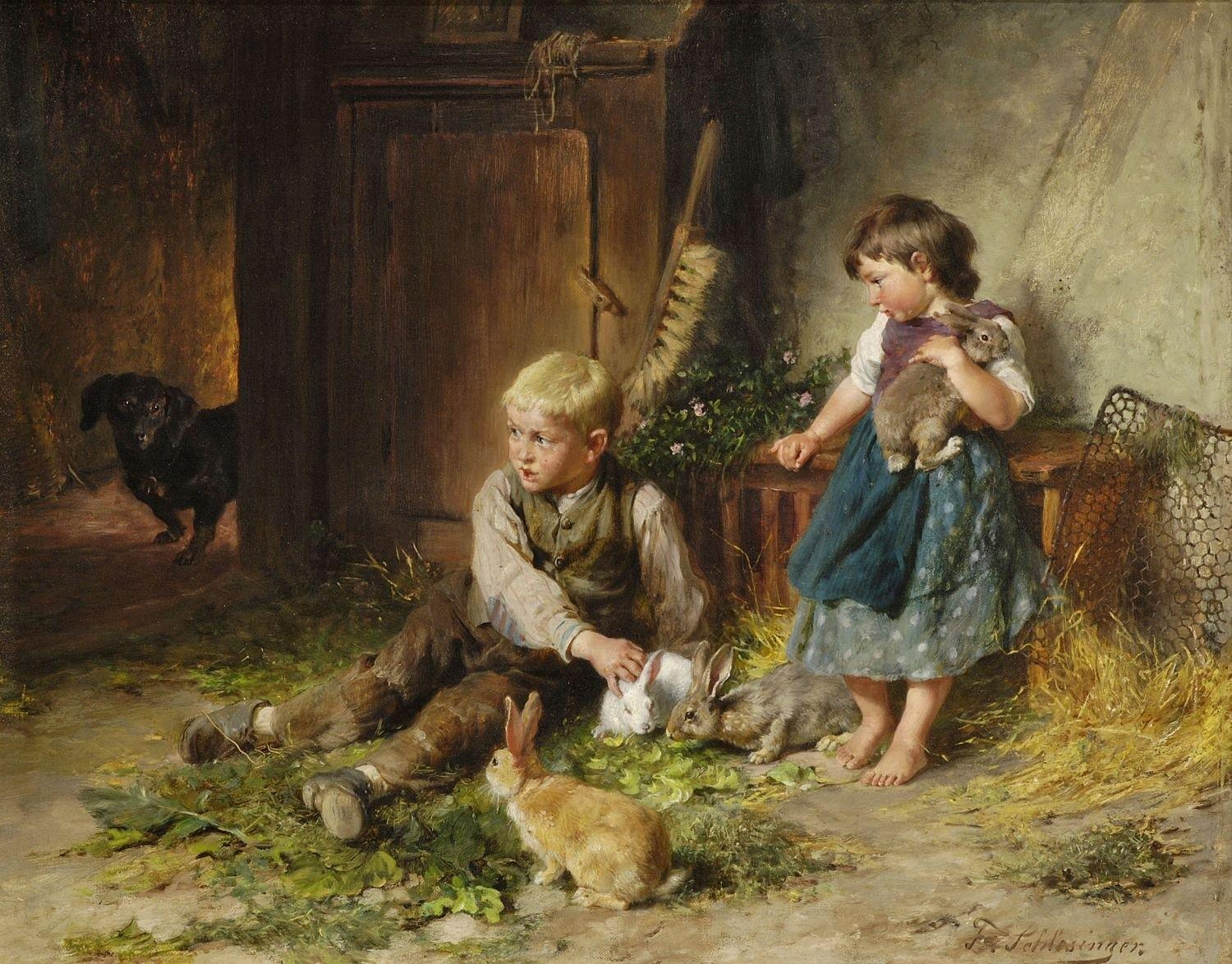
Mädchen und Junge mit Kaninchen im Stall

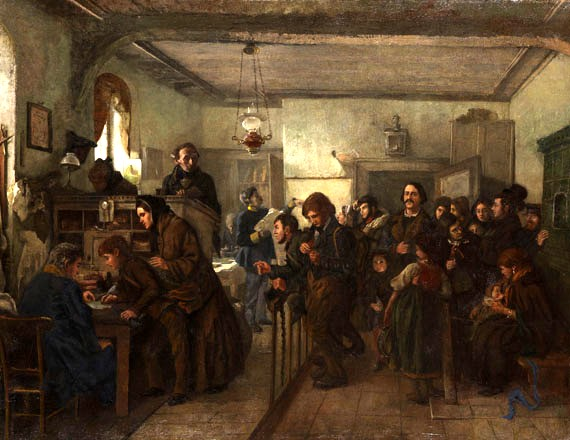
Im Auswanderungsbüro (In der Pass- und Polizeistube vor der Emigration), 1859

Felix Schlesinger (* 9. Oktober 1833 in Hamburg; † 1910) war ein deutscher Genremaler der Düsseldorfer Schule.

## Leben
Felix Schlesinger begann seine Ausbildung 1848 in Hamburg bei Friedrich Heimerdinger. Er zählt zu den bekanntesten Malern von Kindermotiven, die schon im 19. Jahrhundert international gesucht und vor allem in England und Amerika gesammelt wurden. Seine weitere Ausbildung erfolgte in den damaligen Weltzentren der figürlichen Malerei: in Antwerpen, in Düsseldorf an der Kunstakademie und bei Rudolf Jordan sowie in Paris. Von 1861 bis 1863 arbeitete er in Frankfurt am Main, anschließend ließ er sich in München nieder. Von hier beschickte die Ausstellungen in Dresden, Berlin und Wien mit Darstellungen von Kindern auf dem Lande, die mit sicherem Instinkt dem Geschmack des deutschen und des internationalen Publikums entgegenkamen.
Der Maler Carl Schlesinger (1825–1893) war sein Bruder.